# Свети Николай (Петрич)
Вижте пояснителната страница за други значения на Свети Николай.
„Свети Николай“ или „Свети Никола“ е възрожденска църква в българския град Петрич, част от Неврокопската епархия на Българската православна църква.

## История
Църквата е построена в 1868 година в махалата Варош в близост до старите гробища. Строителството се осъществява предимно със средствата и труда на българското население от града. Храмът е в ръцете на основаната в същата година 1868 година българска община и става основен център в борбата срещу гъркоманията в града.

## Архитектура
В архитектурно отношение сградата представлява трикорабна едноапсидна псевдобазилика с обширна женска църква в западната част на наоса. През 1924 година от запад е добавен притвор, дървена камбанария и е разширено женското отделение. През 1940 година е пристроена нова масивна камбанария. В северозападния край на църковния двор е имало параклис-костница „Света Петка“ и квартално гробище. През 1960 година от притвора са обособени кръщелна и параклис „Света Петка“ – разположен първоначално от ляво, а сега вдясно.
Трите кораба в интериора са разделени с два реда измазани дървени колони. Централният кораб е с полуцилиндричен свод, а страничните са с плоски касетирани тавани. Над колоните в елипсовидни медальони са изобразени светци. Иконостасът е с пластична украса – царските двери са резбовани с висок релеф с характерни за Тревненската художествена школа мотиви. Иконите са с високо качество, с наситен сдържан колорит, разнообразни типажи – дело на неизвестен зограф. Една от иконите от 1898 г. е дело на Андон Зограф. В църквата е работил и местният иконописец Иван Константинов, чието име може да се прочете върху иконата „Св. св. Кирил и Методий“ (1883) и на Света Богородица.
В периода 1936 – 1946 година към храма функционира Православното християнско братство „Св. Николай Чудотворец“ под ръководството на енорийския свещеник Данаил Зердев.
На 21 септември 1995 година църквата пострадва от пожар, след който е основно ремонтирана.